# Dex Elmont
Daxenos Richard René "Dex" Elmont (ur. 10 stycznia 1984 w Rotterdamie) – holenderski judoka, dwukrotny wicemistrz świata.
Największym sukcesem zawodnika są dwa srebrne medale mistrzostw świata, zdobyte w 2010 roku w Tokio i w 2011 roku w Paryżu w kategorii do 73 kg. Na mistrzostwach Europy zdobył złoty (2014), srebrny (2009) i brązowy medal (2012).
Jego ojciec Ricardo Elmont reprezentował Surinam w turnieju judo w Montrealu 1976. Jest bratem Guillaume Elmonta, holenderskiego olimpijczyka i judoki z 2004, 2008 i 2012 roku.